# Lebedelor-See
Der Lebedelor-See (rumänisch: Lacul Lebedelor) ist ein künstlicher See im Cișmigiu-Park in Bukarest.
Der See wurde bei der Anlage des Parks aus einem alten Seitenarm der Dâmbovița gebildet. Neben dem Lebedelor-See befindet sich noch der wesentlich größere Cișmigiu-See auf dem Gelände des Parks.
Der See ist eingezäunt und für Wasservögel reserviert.